# Igor Matanović
Igor Matanović (Hamburg, 31 maart 2003) is een voetballer met zowel de Duitse als de Kroatische nationaliteit die doorgaans als centrumspits speelt. In 2020 maakte Matanović zijn profdebuut voor FC St. Pauli in de 2. Bundesliga. In september 2024 debuteerde hij voor het Kroatische nationale team. Sinds juli 2025 staat hij onder contract bij het Duitse SC Freiburg. 

## Clubloopbaan

### Jeugd
Matanović begon met voetballen bij Harburger TB. Op achtjarige leeftijd maakte hij de overstap naar de jeugdacademie van FC St. Pauli. Na het doorlopen van alle jeugdelftallen in de onderbouw kwam hij in het seizoen 2018/19 terecht bij de onder-17. Op 11 augustus 2018 maakte hij zijn debuut in deze leeftijdscategorie tijdens een wedstrijd tegen RB Leipzig. Op 29 september scoorde hij zijn eerste doelpunt in de met 1-1 gelijkgespeelde uitwedstrijd tegen Chemnitzer FC. In maart tekende hij op 15-jarige leeftijd zijn eerste profcontract, dat pas inging toen hij 18 jaar werd. In zijn tweede seizoen speelde hij al vijf wedstrijden voor de onder-19, waarin hij drie keer tot scoren kwam. Na 27 wedstrijden en 19 doelpunten voor de onder-17, maakte hij in het seizoen 2020/21 de overstap naar de onder-19. Dit bleef beperkt tot twee wedstrijden, omdat hij in november werd toegevoegd aan de eerste selectie.  

### FC St. Pauli
Op 27 november 2020 maakte Matanović zijn debuut in het eerste elftal van FC St. Pauli in de 2. Bundesliga , tijdens de met 0-1 verloren thuiswedstrijd tegen VfL Osnabrück.  Trainer Timo Schultz bracht hem in het Millerntor-Stadion in de 87e minuut als wissel voor Rico Benatelli. Op 16 januari, na de winterstop, scoorde hij zijn eerste doelpunt voor de club in de met 3-2 gewonnen uitwedstrijd tegen Hannover 96. Hij kwam in de 86e minuut in het veld voor Guido Burgstaller en maakte enkele minuten later de beslissende derde treffer.[4] Met dit doelpunt werd hij de jongste doelpuntenmaker uit de geschiedenis van de Kiezkicker.  Ondanks zijn potentie lukte het hem niet om in zijn eerste seizoen een vaste basisplaats te veroveren. Tegen het einde van het seizoen raakte hij geblesseerd, waardoor hij het slot van de competitie moest missen. Desondanks werd hij vervolgens overgenomen door Eintracht Frankfurt met de afspraak om hem voor twee jaar terug te huren.

### Eintracht Frankfurt
Matanović stond al geruime tijd op de verlanglijst van de Bundesliga-club, die hem in de zomer van 2021 vastlegde tot 2026. Direct na het ondertekenen van zijn contract werd hij voor twee jaar uitgeleend aan FC St. Pauli, zodat hij zich in een vertrouwde omgeving verder kon ontwikkelen. Na twee seizoenen keerde hij terug, waarna trainer Dino Toppmöller hem in de voorbereiding op het seizoen 2023/24 bij de eerste selectie voegde. Het lukte Matanović echter niet om een vaste basisplaats te veroveren. Om voldoende speelminuten te garanderen, werd hij uitgeleend aan Karlsruher SC. Daar presteerde hij dermate goed dat Eintracht Frankfurt in maart zijn contract openbrak en verlengde tot 2029.
Na zijn terugkeer uit Karlsruhe kende Matanović een lastig seizoen (2024/25), mede door de concurrentie van Omar Marmoush en Hugo Ekitike, waardoor het hem niet lukte een vaste basisplaats te veroveren. Op 19 augustus 2024 maakte hij tijdens de eerste ronde van de DFB-Pokal zijn debuut voor Eintracht Frankfurt in de met 4-1 gewonnen uitwedstrijd tegen  Eintracht Braunschweig. In het Eintracht-Stadion kwam hij in de 68e minuut in het veld voor Hugo Ekitike en twintig minuten later maakte hij zijn eerste doelpunt voor Frankfurt. Een week later maakte hij zijn Bundesliga-debuut tijdens de met 2-0 verloren uitwedstrijd tegen Borussia Dortmund, waar hij in de 69e minuut inviel voor Omar Marmoush.  Op 26 september maakte hij zijn Europese debuut in de groepsfase van de Europa League tijdens de thuiswedstrijd tegen Viktoria Pilsen. Drie dagen later scoorde hij zijn eerste doelpunt op het hoogste niveau in de met 4-2 gewonnen uitwedstrijd tegen Holstein Kiel, waarbij hij in de 47e minuut zijn ploeg op voorsprong bracht.
Tijdens de winterstop werd Omar Marmoush verkocht aan Manchester City, waardoor Matanović’s kansen leken te stijgen, maar een voetblessure zorgde voor een langdurige afwezigheid. Eind maart stond hij weer op het trainingsveld. In de rest van het seizoen kwam hij nog slechts acht minuten in actie, toen hij in de uitwedstrijd tegen Werder Bremen in de 82e minuut inviel voor Mario Götze. Aan het einde van het seizoen besloot hij Eintracht Frankfurt te verlaten en zijn carrière voort te zetten bij het eveneens in de Bundesliga uitkomende SC Freiburg.

#### Verhuur aan FC St. Pauli
In april 2021 raakte Matanović geblesseerd, waardoor hij zowel de voorbereiding als de seizoensstart van 2021/22 moest missen. In de twaalfde speelronde maakte hij zijn rentree in de met 1–1 gelijkgespeelde uitwedstrijd tegen Werder Bremen. In het Weserstadion werd hij kort voor het eindsignaal ingebracht. Gedurende de rest van het seizoen slaagde hij er niet in om een vaste plek in het basiselftal te veroveren. Zijn tweede seizoen als huurling bij FC St. Pauli werd overschaduwd door een zware schouderblessure die hij kort na de winterstop opliep tijdens een wedstrijd van het tweede elftal tegen Atlas Delmenhorst. Door deze blessure kwam hij de rest van het seizoen niet meer in actie. Conform de afspraken tussen beide clubs keerde hij na afloop van het seizoen terug naar Eintracht Frankfurt.

#### Verhuur aan Karlsruher SC
Op 17 augustus 2023 maakte Karlsruher SC bekend dat Matanović voor het seizoen 2023/24 werd gehuurd van Eintracht Frankfurt. Een dag later, in de derde speelronde van de 2. Bundesliga, maakte hij zijn debuut voor de in 1894 opgerichte club. In de met 1–0 verloren uitwedstrijd tegen Wehen Wiesbaden werd hij in de 70e minuut door trainer Christian Eichner ingebracht voor Fabian Schleusener. Op 22 oktober 2023 volgde zijn eerste doelpunt in het shirt van Karlsruher SC, tijdens de met 3–0 gewonnen thuiswedstrijd tegen Schalke 04. In het Wildparkstadion bracht hij zijn ploeg in de 37e minuut met een schot, na een assist van Paul Nebel, op een 2–0 voorsprong. Vanaf die wedstrijd verwierf hij een vaste plek in het basiselftal en kwam zijn doelpuntenproductie op gang; onder andere tegen Hamburger SV en Greuther Fürth wist hij tweemaal te scoren. Hij kwam uiteindelijk tot 14 doelpunten. Na afloop van het seizoen keerde hij terug naar Eintracht Frankfurt.

### SC Freiburg
In juli 2025 tekende Matanović een contract van onbekende duur bij SC Freiburg. De Zuid-Duitse club betaalde een transfersom van acht miljoen euro voor de toen 22-jarige Kroatische aanvaller.

## Clubstatistieken
| Seizoen                        | Club                | Competitie      | Competitie | Competitie | Beker | Beker | Internationaal | Internationaal | Overig | Overig | Totaal | Totaal |
| Seizoen                        | Club                | Competitie      | Wed.       | Dlp.       | Wed.  | Dlp.  | Wed.           | Dlp.           | Wed.   | Dlp.   | Wed.   | Dlp.   |
| ------------------------------ | ------------------- | --------------- | ---------- | ---------- | ----- | ----- | -------------- | -------------- | ------ | ------ | ------ | ------ |
| 2020/21                        | FC St. Pauli        | 2. Bundesliga   | 17         | 1          | –     | –     | –              | –              | 0      | 0      | 17     | 1      |
| 2021/22                        | → FC St. Pauli      | 2. Bundesliga   | 18         | 2          | 1     | 0     | –              | –              | 2      | 0      | 21     | 2      |
| 2022/23                        | → FC St. Pauli      | 2. Bundesliga   | 18         | 0          | 2     | 0     | –              | –              | 1      | 0      | 21     | 0      |
| 2023/24                        | → Karlsruher SC     | 2. Bundesliga   | 32         | 14         | –     | –     | –              | –              | –      | –      | 32     | 14     |
| 2024/25                        | Eintracht Frankfurt | Bundesliga      | 16         | 1          | 2     | 1     | 7              | 0              | –      | –      | 25     | 2      |
| 2025/26                        | SC Freiburg         | Bundesliga      | 0          | 0          | 0     | 0     | 0              | 0              | 0      | 0      | 0      | 0      |
| Carrière totaal                | Carrière totaal     | Carrière totaal | 100        | 18         | 5     | 1     | 7              | 0              | 3 *    | 0      | 115    | 19     |
| Bijgewerkt tot 5 augustus 2025 |                     |                 |            |            |       |       |                |                |        |        |        |        |

* Tijdens zijn periode bij FC St. Pauli speelde Matanović in het seizoen 2021/22, ondanks zijn status als speler van het eerste elftal, tweemaal mee met het tweede elftal in de Regionalliga Nord. In het daaropvolgende seizoen (2022/23) kwam hij nog één keer in actie voor het tweede team

## Interlandloopbaan
Matanović begon zijn interlandcarrière in de Duitse jeugdelftallen, waarvoor hij in totaal acht wedstrijden speelde en drie keer scoorde. Hij kwam in deze periode onder meer in actie met spelers als Bright Arrey-Mbi, Luca Netz, Robert Wagner en Florian Wirtz, maar nam met Duitsland niet deel aan een eindtoernooi. In april 2022 maakte hij bekend voortaan voor Kroatië uit te willen komen. Hij sloot zich aan bij Kroatië –21 en maakte in september 2024 zijn debuut voor het Kroatische nationale team.     

### Duitse jeugdelftallen
Op 8 februari 2020 maakte Matanović onder bondscoach Christian Wück zijn debuut voor Duitsland –17 tijdens een vriendschappelijk toernooi in de Algarve, in de wedstrijd tegen leeftijdsgenoten uit Spanje. Hij luisterde zijn eerste interland direct op met een doelpunt door in de 17e minuut de openingstreffer te maken in de met 1–2 gewonnen wedstrijd. Voor Duitsland –19 kwam hij in actie tijdens drie EK-kwalificatiewedstrijden in Finland, in het kader van het Europees kampioenschap 2022. In het met 2–2 gelijkgespeelde duel tegen Italië  bracht hij zijn ploeg in de 29e minuut, na een voorzet van Armindo Sieb, op een 0–1 voorsprong. Duitsland eindigde als laatste in de poule en wist zich daardoor niet te kwalificeren voor het eindtoernooi in Slowakije.
| Interlands van Matanović voor Duitse jeugdelftallen () | Interlands van Matanović voor Duitse jeugdelftallen () | Interlands van Matanović voor Duitse jeugdelftallen () | Interlands van Matanović voor Duitse jeugdelftallen () | Interlands van Matanović voor Duitse jeugdelftallen () | Interlands van Matanović voor Duitse jeugdelftallen () |
| №                                                      | Datum                                                  | Wedstrijd                                              | Uitslag                                                | Soort Wedstrijd                                        | Doelpunten                                             |
| Als speler bij Duitsland –17                           | Als speler bij Duitsland –17                           | Als speler bij Duitsland –17                           | Als speler bij Duitsland –17                           | Als speler bij Duitsland –17                           | Als speler bij Duitsland –17                           |
| ------------------------------------------------------ | ------------------------------------------------------ | ------------------------------------------------------ | ------------------------------------------------------ | ------------------------------------------------------ | ------------------------------------------------------ |
| 1.                                                     | 8 februari 2020                                        | Spanje – Duitsland                                     | 1 – 2                                                  | Vriendschappelijk                                      | Goal                                                   |
| 2.                                                     | 10 februari 2020                                       | Portugal – Duitsland                                   | 2 – 0                                                  | Vriendschappelijk                                      |                                                        |
| 3.                                                     | 12 februari 2020                                       | Portugal – Zuid-Korea                                  | 8 – 2                                                  | Vriendschappelijk                                      | Goal                                                   |
| Als speler bij Duitsland –18                           |                                                        |                                                        |                                                        |                                                        |                                                        |
| 1.                                                     | 4 september 2020                                       | Duitsland – Denemarken                                 | 1 – 3                                                  | Vriendschappelijk                                      |                                                        |
| 2.                                                     | 7 september 2020                                       | Duitsland – Denemarken                                 | 5 – 5                                                  | Vriendschappelijk                                      | Goal · Goal                                            |
| Als speler bij Duitsland –19                           |                                                        |                                                        |                                                        |                                                        |                                                        |
| 1.                                                     | 23 maart 2022                                          | Italië – Duitsland                                     | 2 – 2                                                  | EK-kwalificatie                                        | Goal                                                   |
| 2.                                                     | 26 maart 2022                                          | België – Duitsland                                     | 2 – 2                                                  | EK-kwalificatie                                        |                                                        |
| 3.                                                     | 29 maart 2022                                          | Finland – Duitsland                                    | 0 – 1                                                  | EK-kwalificatie                                        |                                                        |
| Bijgewerkt tot 12 mei 2024                             |                                                        |                                                        |                                                        |                                                        |                                                        |

### Kroatische jeugdelftallen
Matanović maakte op 3 juni 2022 zijn debuut voor Kroatië –21 in een EK-kwalificatiewedstrijd tegen Noorwegen –21. In de met 3–2 verloren interland in Noorwegen werd hij in de 61e minuut door bondscoach Igor Bišćan ingebracht voor Antonio Marin. Kroatië eindigde als tweede in de kwalificatiegroep, waardoor het via play-offwedstrijden tegen Denemarken –21 alsnog een EK-ticket moest veiligstellen. In de met 2–1 gewonnen heenwedstrijd was Matanović afwezig, maar in de return in het Vejlestadion kwam hij in de 65e minuut binnen de lijnen. Kort voor tijd maakte hij de 2–1, waardoor de stand over twee wedstrijden in evenwicht kwam en strafschoppen noodzakelijk waren. Hoewel Matanović zijn penalty miste, won Kroatië de reeks en kwalificeerde het zich voor het Europees kampioenschap 2023. Vanwege een schouderblessure moest hij het eindtoernooi in Roemenië en Georgië echter aan zich voorbij laten gaan.  
| Interlands van Igor Matanović voor Kroatische jeugdelftallen () | Interlands van Igor Matanović voor Kroatische jeugdelftallen () | Interlands van Igor Matanović voor Kroatische jeugdelftallen () | Interlands van Igor Matanović voor Kroatische jeugdelftallen () | Interlands van Igor Matanović voor Kroatische jeugdelftallen () | Interlands van Igor Matanović voor Kroatische jeugdelftallen () |
| №                                                               | Datum                                                           | Wedstrijd                                                       | Uitslag                                                         | Soort Wedstrijd                                                 | Doelpunten                                                      |
| Als speler bij Kroatië –21                                      | Als speler bij Kroatië –21                                      | Als speler bij Kroatië –21                                      | Als speler bij Kroatië –21                                      | Als speler bij Kroatië –21                                      | Als speler bij Kroatië –21                                      |
| --------------------------------------------------------------- | --------------------------------------------------------------- | --------------------------------------------------------------- | --------------------------------------------------------------- | --------------------------------------------------------------- | --------------------------------------------------------------- |
| 1.                                                              | 3 juni 2022                                                     | Noorwegen – Kroatië                                             | 2 – 2                                                           | EK-kwalificatie                                                 |                                                                 |
| 2.                                                              | 27 september 2022                                               | Denemarken – Kroatië                                            | 6 – 6 (n.s.)                                                    | EK-kwalificatie                                                 | Goal                                                            |
| 3.                                                              | 21 maart 2024                                                   | Andorra – Kroatië                                               | 0 – 3                                                           | EK-kwalificatie                                                 |                                                                 |
| 4.                                                              | 26 maart 2024                                                   | Portugal – Kroatië                                              | 5 – 1                                                           | EK-kwalificatie                                                 |                                                                 |
| Bijgewerkt tot 12 mei 2024                                      |                                                                 |                                                                 |                                                                 |                                                                 |                                                                 |

### Kroatië
Op 5 september 2024 maakte Matanović onder leiding van bondscoach Zlatko Dalić zijn officiële debuut voor het Kroatische nationale elftal tijdens de uitwedstrijd tegen Portugal in Divisie A van de UEFA Nations League. In het met 2-1 verloren duel werd hij in de 61e minuut als vervanger van Martin Baturina ingebracht. Tijdens zijn derde interland, op 12 oktober 2024, scoorde hij zijn eerste doelpunt voor Kroatië in de met 2-1 gewonnen thuiswedstrijd tegen Schotland. In de 36e minuut bracht hij zijn ploeg na een assist van Ivan Perišić  op gelijke hoogte.
| Interlands van Igor Matanović voor Kroatië | Interlands van Igor Matanović voor Kroatië | Interlands van Igor Matanović voor Kroatië | Interlands van Igor Matanović voor Kroatië | Interlands van Igor Matanović voor Kroatië | Interlands van Igor Matanović voor Kroatië |
| №                                          | Datum                                      | Wedstrijd                                  | Uitslag                                    | Soort Wedstrijd                            | Doelpunten                                 |
| ------------------------------------------ | ------------------------------------------ | ------------------------------------------ | ------------------------------------------ | ------------------------------------------ | ------------------------------------------ |
| 1.                                         | 5 september 2024                           | Portugal – Kroatië                         | 0 – 0                                      | Nations League 2024/25 (Divisie A}         |                                            |
| 2.                                         | 8 september 2024                           | Kroatië – Polen                            | 1 – 0                                      | Nations League 2024/25 (Divisie A}         |                                            |
| 3.                                         | 12 oktober 2024                            | Kroatië – Schotland                        | 2 – 1                                      | Nations League 2024/25 (Divisie A}         | Goal                                       |
| 4.                                         | 15 oktober 2024                            | Polen – Kroatië                            | 3 – 3                                      | Nations League 2024/25 (Divisie A}         |                                            |
| 5.                                         | 18 november 2024                           | Kroatië – Portugal                         | 1 – 1                                      | Nations League 2024/25 (Divisie A}         |                                            |
| Bijgewerkt tot 27 maart 2025               |                                            |                                            |                                            |                                            |                                            |

## Persoonlijk
Matanović werd geboren in Hamburg. Zijn ouders zijn van Kroatische afkomst: zijn vader komt uit Kotor Varoš en zijn moeder uit Derventa.